# Torre dell'Orologio (Bologna)
La Torre dell'Orologio o Torre Accursi di Bologna è stata costruita verso la metà del XIII secolo. Collocata all'angolo fra le attuali via IV Novembre e piazza Maggiore, costituisce il nucleo iniziale di Palazzo d'Accursio. Ospita un orologio del diametro di 6,40 m, tra i più grandi d'Italia.

## Storia
Intorno al 1250 Accursio, celebre giureconsulto, costruì la propria casa, con una torre nell'angolo, sul lato di ponente della piazza centrale di Bologna. La torre era più che altro una casa-torre a pianta rettangolare, utile ai fini abitativi per l'ampiezza degli spazi interni. Nel 1287 Francesco e Accursino, figli di Accursio, vendettero la proprietà al Comune di Bologna che, per costruire il Palazzo della Biada, primo nucleo del Palazzo Comunale, demolì la casa ma ne conservò integralmente la torre. 
Nel 1444 il Consiglio degli Anziani decise che sulla Torre Accursi sarebbe stato installato un orologio. La torre venne quindi alzata di circa 10 metri per accogliere nel 1451, l'orologio di Piazza e completata con una piccola torricella in legno. Nel giro di breve vennero collocati anche degli automi lignei che ad ogni ora uscivano da una porticina, sfilavano davanti all'immagine di una Madonna con Bambino e rientravano da un'altra porticina.
Nel 1492 "per festeggiare l'assunzione al papato di Roderigo Borgia, divenuto Alessandro VI, furono fatti fuochi di gioia sulla torre dell'orologio che ne incendiarono e guastarono la cima ...".
Nel 1493 Giovanni da Brensa, architetto e muratore, venne chiamato a ricostruire la parte terminale della torre andata perduta. Edificò una lanterna ottagonale sormontata da un tempietto circolare con calotta di rame per la campana. Quest'ultima è stata fusa nel 1493 da Michel Garel, fonditore provenzale che, giusto un anno prima, aveva realizzato la campana maggiore della vicina Basilica di San Petronio, con dimensioni praticamente identiche.
Fra il 1885 e il 1887, in occasione dell'intervento di restauro del Palazzo della Biada di cui la torre fa parte, Raffaele Faccioli effettuò alcune modifiche anche alla torre levando il parapetto a pilastrini e conservando però il cupolino di Giovanni da Brensa.
In seguito, dal momento che la torre non svettava sufficientemente rispetto al palazzo a causa della mole della Cappella Farnese alle sue spalle, venne demolita la volta della cappella stessa e abbassato il suo corpo giungendo così al suo aspetto attuale..
Dopo un periodo di chiusura, da ottobre 2020 la torre è di nuovo aperta al pubblico. È possibile visitarla in certi giorni della settimana insieme alle Collezioni comunali d'arte. In un primo momento è stato reso fruibile il balcone merlato di Palazzo d'Accursio e, successivamente, anche la terrazza in cima alla torre, sopra al meccanismo dell'orologio.

## Descrizione
La torre dell'orologio, nella sua parte a forma di quadrilatero, è alta 36,20 metri dal suolo; l'edicola superiore è alta 10 metri.
La campana è fissa e viene percossa da un martello esterno collegato al meccanismo dell'orologio; caratteristica di questa suoneria (ora inibita nelle ore notturne per rispettare il riposo dei residenti) è quella di suonare all'ora esatta e di ripetere il battito anche un minuto dopo.